# Szilárd Kun
Szilárd Kun, né le 23 mars 1935 à Budapest et mort le 31 août 1987 dans la même ville, est un tireur sportif hongrois.

## Palmarès

### Jeux olympiques
- 1952 à Helsinki
  -  Médaille d'argent en pistolet feu rapide à 25m [1]